# Canarium zeylanicum
Canarium zeylanicum is een soort uit de familie Burseraceae. Het is een grote groenblijvende boom die een maximale groeihoogte kan bereiken van 25 tot 30 meter. 
De soort komt voor op het eiland Sri Lanka. De boom groeit daar in vochtige tropische laaglandgebieden.
De boom heeft grote ovale zaden, die gegeten kunnen worden. Uit deze zaden wordt een olie gewonnen, die door Sri Lankanen gebruikt wordt voor voedselbereiding en voor medicinale doeleinden. Daarnaast levert de boom een heldere geurige en balsemieke gomhars die in het wild geoogst wordt uit wonden in de schors. Deze gomhars wordt gebruikt als ontsmettingsmiddel en wordt ook verbrand om als verlichting te dienen. Het witkleurige hout wordt gebruikt voor verpakkingsdozen, theedozen en doodskisten.
De soort staat op de Rode Lijst van de IUCN geklasseerd als 'kwetsbaar'.